# افزونگی

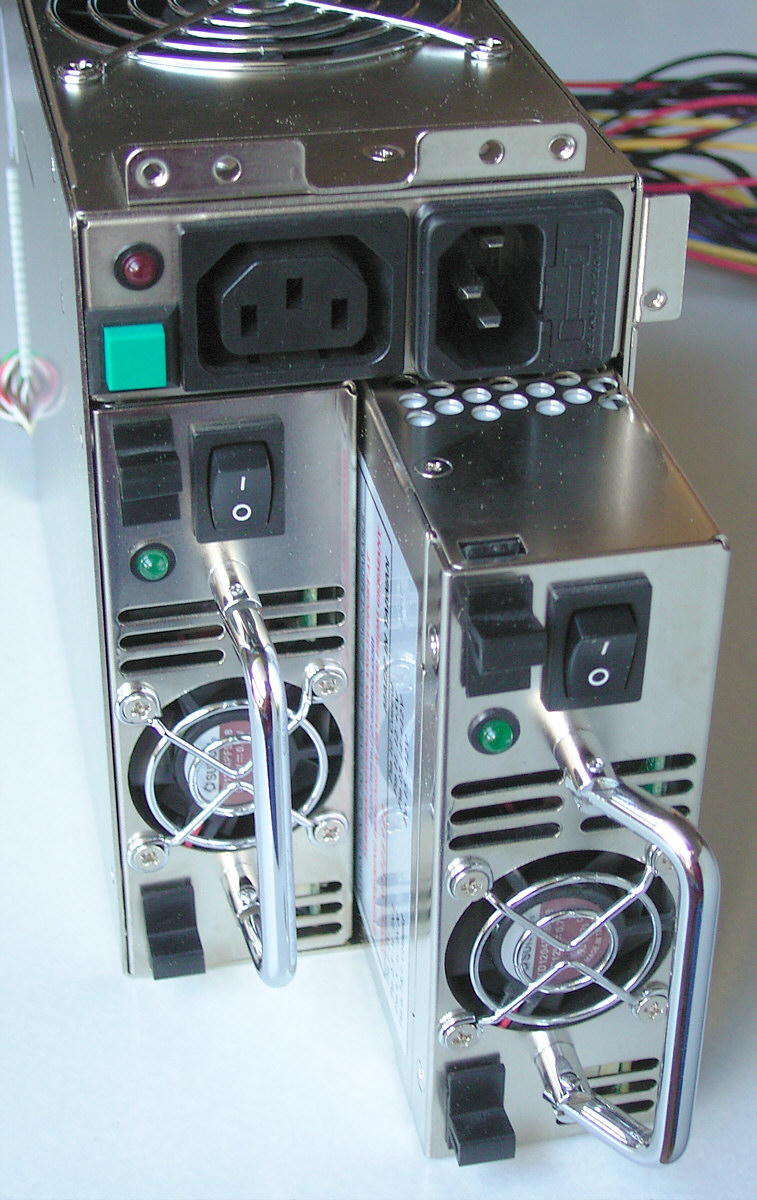

افزونگی در علوم مهندسی عبارت است از قرار دادن زیربخش‌های مشابه در یک سامانه به صورت موازی به طوری که عملکرد کلی سامانه در شرایط اضطرار یا خطا تضمین شود. سامانه در این تعریف می‌تواند یک موجودیت فیزیکی یا یک سامانهٔ عملیاتی باشد.
برای مثال افزونگی مسیر (Path) در سامانه‌های ارتباطی عبارت است از مسیر اضافی بین دو نقطه از گراف شبکه که به عنوان مسیر یدکی در بحث محافظت (Protection) مورد استفاده قرار می‌گیرد.
مثال دیگر در بحث انتقال گفتار مطرح می‌شود. دادهٔ ارزشمند و معنی دار در گفتار انسانی (کلمات) را می‌توان با پهنای باند حداقل منتقل کرد. سایر چیزهایی که در نمونه برداری حاصل می‌شوند بخش‌هایی هستند که برای درک بهتر کلام یا احساس یا هویت شخص کاربرد دارند.
افزونگی در بحث انتقال شامل داده‌هایی اضافی است که طی فرایند کدینگ کانال به داده‌ها افزوده می‌شوند تا جبران خطاهای احتمالی مسیر را بکنند و داده در صورت از دست رفتن بخشی از آن قابل دستیابی باشد.